# USS Monitor
USS Monitor var ett amerikanskt krigsfartyg konstruerat av John Ericsson. USS Monitor var ett av historiens första bepansrade, ångdrivna krigsfartyg och användes av nordsidan under det amerikanska inbördeskriget.

## Historia
Konceptet grundade sig på en idé som Ericsson hyst ända sedan han flyttat till England 1826. När han såg de mäktiga linjeskepp som gjorde att Storbritannien kunde härska över de sju haven började han fundera över hur Sverige, med sina blygsamma resurser, skulle kunna värja sig mot sådana jättar. Hans lösning var en flotta av små maskindrivna, bepansrade fartyg med låga fribord och ett centralt placerat vridbart kanontorn.
Under 1850-talet hade Ericsson kommit så långt med propellerdriften att han kunde förfina sina idéer och framställde då planer och ritningar på sitt nya örlogsfartyg. Redan bränd av den engelska konservatismen ansåg han det onödigt att lägga fram planerna för den engelska amiraliteten, utan sände dem istället till Napoleon III i hopp om att han, pressad av det pågående Krimkriget, skulle låta bygga en flotta av Ericssons fartyg för att bekämpa ryssarna. Napoleon nappade inte på idén, men skickade tillbaka planerna tillsammans med ett artigt brev där han tackade för visat intresse.
I början av det amerikanska inbördeskriget fick man i Washington oroande underrättelser om att sydstatarna var i färd att bygga en flotta av bepansrade fartyg. Ericsson fick nu besök av en amerikan vid namn Bushnell som ville höra den berömde uppfinnarens synpunkter på en pansarbåt han ritat. Ericsson studerade ritningarna och meddelade att fartyget skulle flyta men att bepansringen var för klen för att stå emot eld från moderna kanoner. På Bushnells fråga om det inte fanns någon lösning på problemet visade Ericsson sina planer från 1854. Bushnell var till en början både förbryllad och skeptisk, men allteftersom Ericsson förklarade konstruktionens olika delar blev amerikanen mer och mer entusiastisk. Slutligen bad han att få ta med sig ritningarna för att omedelbart bege sig till Washington med dem. Bushnell sökte stöd hos två av sina affärsvänner, och tillsammans lade de fram Ericssons planer för den kommitté som tillsatts för att pröva inkomna förslag på pansarbåtar.

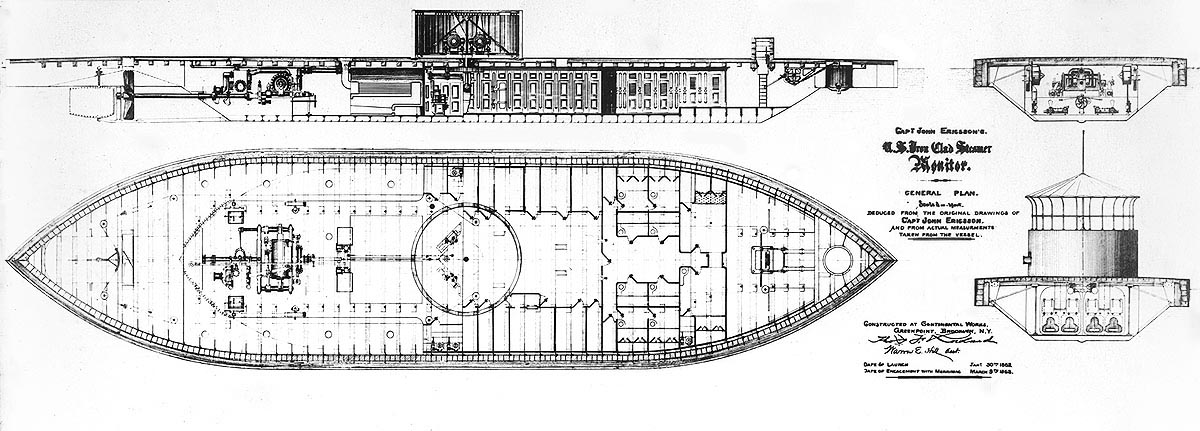
Arrangemangsritning

Fartyget höjde sig endast obetydligt över vattenytan, med undantag av ett skottsäkert kanontorn, som stod något för om mitten. Tornet kunde vridas med hjälp av ångkraft. I tornet fanns två stora parallella kanoner, som vreds på samma gång som tornet. Den övre bepansrade delen av fartyget översköt för- och akterut den undre, opansrade delen, på vilken fartyget flöt. På detta sätt skyddades roder, propeller och ankare.
Det fanns även andra nyskapande detaljer på monitorn, däribland portstoppare, kanonlavett med friktionsinrättning, däcksskrapa (för att skydda däcket mot äntring av fienden), bottenskrapa (för att undanröja hinder i fartygets väg), styrinrättning, ventilationsaggregat med mera. Det är inte förvånande att förslaget att bygga detta egendomliga fartyg med så många oprövade lösningar väckte fackmännens misstroende. De förklarade att monitorn inte skulle vara tillräckligt stabil och för övrigt inte äga de egenskaper som fordrades av ett sjögående fartyg. Ericsson försvarade dock energiskt sina idéer och var dessutom understödd av två kapitalstarka amerikaner och slutligen godkändes förslaget.
Kommittén tillstod att Ericssons fartyg möjligen kunde vara osårbart för kanoneld, men att den låga profilen skulle göra det odugligt i sjön. Efter en del övervägande beslöt man dock att köpa in Ericssons märkliga fartyg - dock på villkor att köpet skulle gå tillbaka om den amerikanska marinen inte godkände det färdiga fartyget. Ericsson och hans tre medfinansiärer utsatte sig för en stor risk när de accepterade de marina myndigheternas villkor.

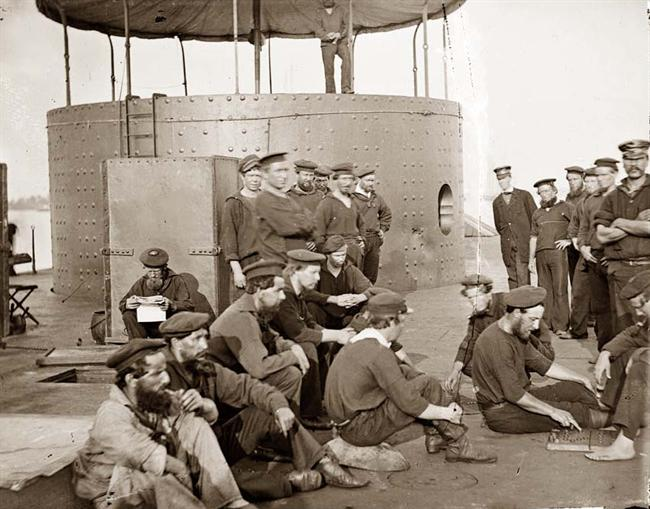
Fotografi av Monitors besättning under frivakt på däck. I bakgrunden skymtar styrhyttstaket bakom kanontornet, och framför syns den ena skorstenen

Monitor sjösattes i New York den 30 januari 1862. Fartyget var byggt av ek men borden var klädda med fem tum järnplåt och tornet var tillverkat av nio tums järnplåt. Även däcket var klätt med järn, och förutom kanontornet och diverse pollare och knapar fanns där bara en liten styrhytt för kapten och rorsman som delvis stack upp över däcket. Ångpannornas skorstenar var löstagbara och togs ned i stridstjänst. Fartyget drevs av en tvåcylindrig oscillationstrunkångmaskin som Ericsson konstruerat, liksom propellern. För att få en så låg tyngdpunkt som möjligt och dessutom kunna montera maskinen helt under däck i skydd för fientlig eld, utvecklade han en maskin som fungerade ungefär som en bakvänd boxermotor. Cylindrarna var liggande, rygg mot rygg, och vevstakarna verkade utåt sidorna. Kraften överfördes sedan med ett invecklat system av hävarmar till propelleraxeln. (Notera att compoundmaskinen kom att utvecklas först i slutet av decenniet)

## Operationell tjänst

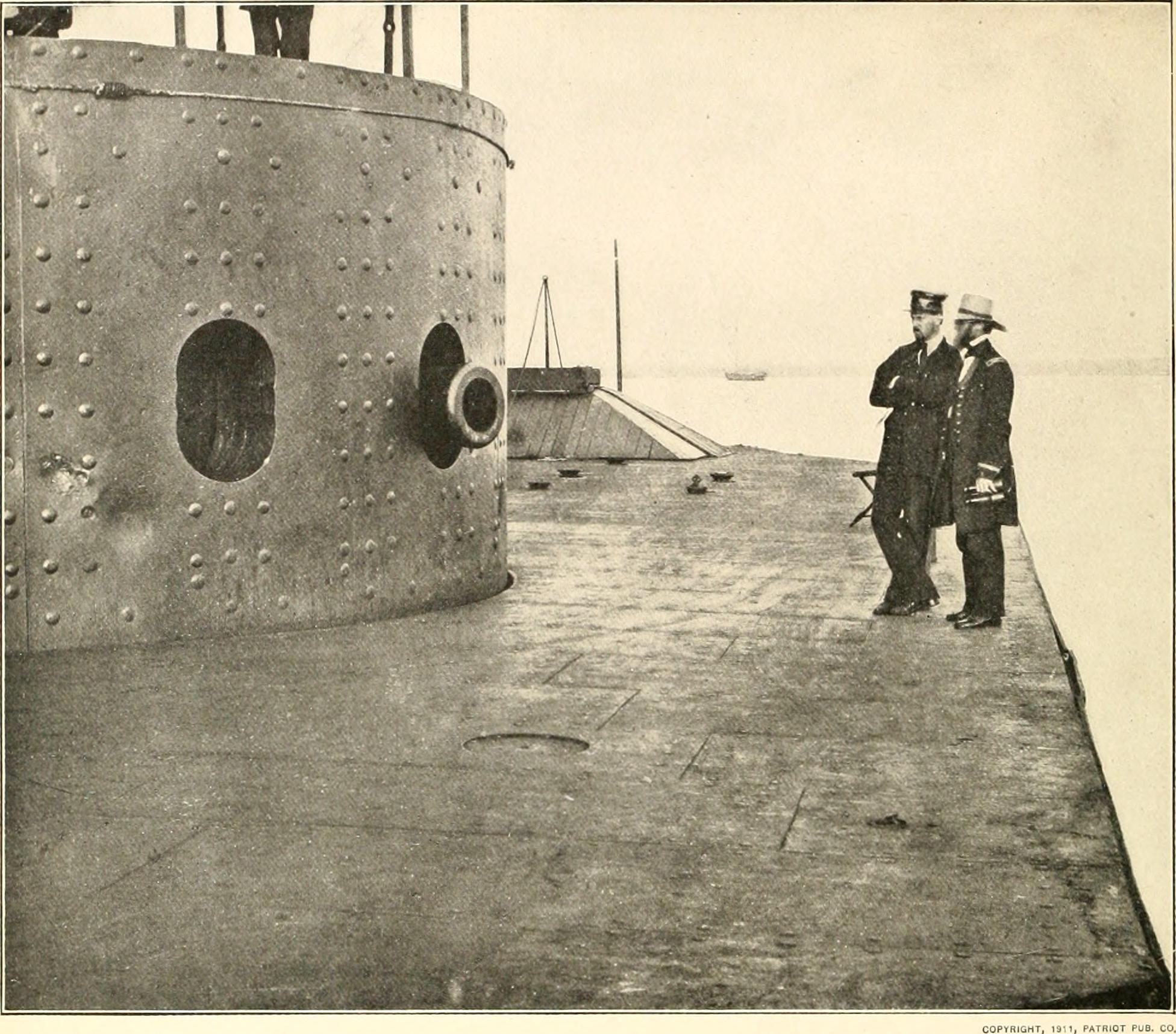
USS Monitor efter slaget vid Hampton Roads.

USS Monitor är mest känt för sina insatser vid slaget vid Hampton Roads i mars 1862, där det hindrade pansarskeppet CSS Virginia (även känt som USS Merrimack) att bryta unionens sjöblockad av Norfolk. Detta slag var det första mellan två bepansrade örlogsfartyg.
Bara några dagar efter USS Monitors provtur i mars 1862, besegrade sydstaternas pansarklädda ångfartyg CSS Virginia den 8 mars en liten nordamerikansk flotta, sänkte två fartyg och skadade ett tredje. Virginia skulle troligen ha sänkt fler fartyg om inte mörkret fallit. Nyheten om nederlaget spreds snabbt med telegraf till nordstaterna och väckte allmän bestörtning. Det var inte bara träfartygen som hotades, utan även kuststäderna. Under natten bogserades Monitor, efter att de under provturen uppdagade problemen hastigt åtgärdats, till skådeplatsen. Besättningen sades ha varit skakad efter färden över öppet hav, men den 9 mars 1862 kom slaget vid Hampton Roads att utkämpas. Efter en tre timmar lång artilleriduell drog sig Virginia tillbaka. Därmed var det bevisat att Monitor kunde stå emot Konfederationens pansarskepp. Nordstaternas flotta var därmed räddad, och Ericssons konstruktion vann stort erkännande.
John Ericsson räknas som en amerikansk hjälte och förärades 1926 ett eget monument i anslutning till the National Mall i Washington DC. John Ericsson National Memorial.

## Vidare öde

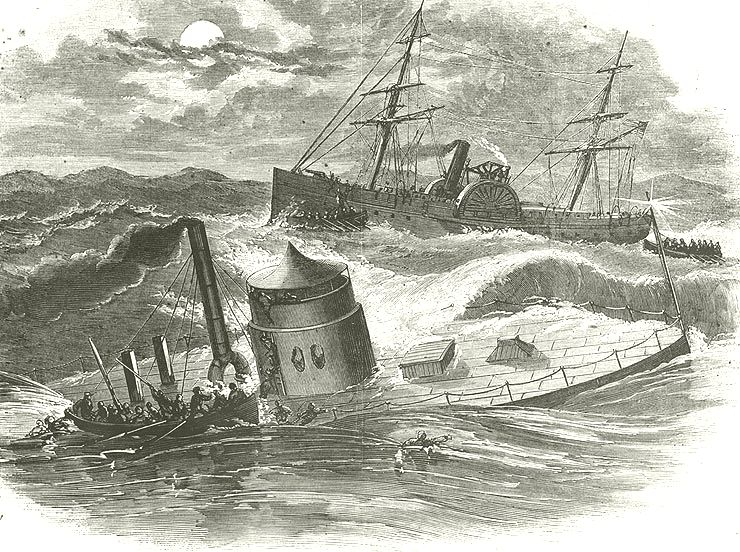
Etsning (inte alldeles korrekt) visande Monitors förlisning

USS Monitor uppehöll sig resten av våren i vattnen utanför Hampton Roads, och avskräckte genom sin blotta närvaro Sydstaternas flotta från att inleda några större fientligheter. CSS Virginia försökte några gånger provocera henne att ingripa, men besättningen på Monitor höll sig ifrån direkt konfrontation. Då Konfederationen tvingades överge området och sänkte Virginia för att hon inte skulle falla i fiendens händer, kunde Monitor gå uppför Jamesfloden för att stöda landstyrkorna vid intagandet av Richmond. Därvid visade det sig att Monitors kanoner inte kunde riktas tillräckligt högt för att kunna skada de försvarande befästningarna. Efter slaget fick Monitor order att följa de retirerande trupperna söderut. Under bogsering av USS Rhode Island råkade fartyget ut för hårt väder utanför Cape Hatteras och uppfyllde kritikernas profetior om usel sjövärdighet; hon sjönk 31 december 1862 och sexton besättningsmän drunknade då de sköljdes överbord under räddningsoperationen.
Vraket av USS Monitor återupptäcktes 1973 på inte fullt 80 meters djup. 1986 förklarades resterna för Nationellt historiskt landmärke (Monitor National Marine Sanctuary), och planer för att lyfta vraket cirkulerade, men hon var alltför angripen av korrosion och förruttnelse för att kunna lyftas. Delar av henne har dock bärgats, såsom kanontornet, ankaret och maskineriet, och de finns till påseende på ett museum i Newport News.

## Skeppstypen Monitorer
Efter detta slag kom många monitorer att byggas över hela världen, bland annat i Sverige, Norge och Ryssland. Nordstaternas slutliga seger över sydstaterna kunde delvis tillskrivas Ericssons uppfinning; de byggde fler av fartygstypen, som kom att tjänstgöra en hel del i kriget. Ett tiotal byggdes efter USS Monitor, det första, USS Passaic, (som nätt och jämnt klarade samma storm som Monitor sjönk i) fick ge namn till klassen. Den sista, USS Camanche, blev färdigt precis efter krigsslutet 1864. Efter tre års krigstjänst hade de varit i medeltal 25 gånger i strid. De visade sig vara ganska osårbara mot de fientliga kulorna, och de kunde efter vissa förbättringar röra sig tryggt på öppet hav även i hårt väder. Det var först efter första världskriget som fartygen ansågs föråldrade.
Eftersom USS Monitor var det första fartyget i sitt slag fick den därför ge namn åt fartygstypen.